# Open source-religion
Open source-religioner forsøger at bruge open source-metoderne til at skabe et trosgrundlag. Trosgrundlaget bliver skabt i en proces, hvor medlemmerne forfiner det ved intern dialog. I modsætning til traditionelle religioner er der fokus på deltagelse, selvbestemmelse, decentralisering og evolution. Medlemmerne betragter sig selv som en del af en generel open source-bevægelse, som ikke begrænser sig til open source-software, men benytter de samme principper på andre organiserede gruppeindsatser for menneskeskabte konstruktioner.
Et af de første eksempler er yoanere, der følger yoismen, skabt i 1994. Yoanere hævder, at deres form for open source-religion ikke indeholder tro på en spirtuel autoritet, men på den autoritet der opstår fra konsensus i gruppen.